# James Earl Ray
James Earl Ray (10 de març, 1928 a Alton (Estats Units); 23 d'abril, 1998) fou declarat culpable de l'assassinat de Martin Luther King.
Ray fou arrestat a Londres el 8 de juny, 1968 per l'assassinat de King el 4 d'abril del mateix any i va ser extradit als EUA on es va declarar culpable al judici celebrat a Memphis, Tennessee el 10 de març de 1969.
Se'l va condemnar a complir 99 anys de presó, evitant així la pena de mort, encara que hauria estat altament improbable que se l'hagués executat fins i tot si hagués estat condemnat a mort, a conseqüència de la decisió de la Cort Suprema dels EUA del 1972 en el cas de Furman versus Georgia invalidant completament la pena de mort en vigor fins aquell moment.
Tan sols 3 dies després del judici i la condemna, es va retractar de la seva confessió, i afirmava que una persona amb l'àlies 'Raoul' estava implicada amb el seu germà Johnny. Va passar la resta de la seva vida intentant retirar la seva condició de culpable sense aconseguir-ho.
En Ray i sis altres convictes s'escaparen de la presó estatal Brushy Mountain a Petros, Tennessee el 10 de juny, de 1977 breument després que Ray testifiques que no va disparar a King a la Casa Comitè Selecte sobre Assassinats, però fou empresonat de nou el 13 de juny i retornat a la presó. Fou condemnat de nou amb més anys de condemna per intentar escapar-se de la presó.
En Ray morí per unes complicacions relacionades amb una malaltia de ronyó, provocada per l'hepatitis C. L'hepatitis C fou contreta probablement com a resultat d'una transfusió de sang, després d'una punyalada mentre era a la Presó Estatal de Brushy Mountain.
El 1997 el fill de Martin Luther King Dexter King es va trobar amb Ray, i públicament va donar-li suport per obtenir un judici just. Lloyd Jowers fou dut a un tribunal civil processat com a part d'una conspiració per assassinar Martin Luther King, Jowers es va declarar culpable i la família de King es va atorgar un dòlar com a retribució, senyal per demostrar que no eren allà per raons econòmiques. El Dr. William Pepper va lluitar com advocat de James Earl Ray fins a la seva mort i llavors va continuar, en benefici de la família King. La família de King no creu que Ray fes res en l'assassinat de Martin Luther King